# Сензус Џонстон
Сензус Џонстон (енгл. Census Johnston; 6. мај 1981) професионални је рагбиста и репрезентативац Самое. Џонстон тренутно игра за Тулуз (рагби јунион).

## Биографија
Висок 189 цм, тежак 137 кг, Џонстон је пре Тулуза играо за Таранаки, Биариц и Сараценс. За репрезентацију Самое је до сада одиграо 52 тест меча и постигао 4 есеја.